# Кричунове
Кричу́нове — село Любашівської селищної громади Подільського району Одеської області України.

## Географія
Знаходиться на березі північної притоки річки Кодима з дивною назвою Бульбока (Кричунка). На південь від села розташоване урочище Кричуновий Яр.

## Історія
Дата заснування — перша половина 18 ст. Православний храм було відкрито в 1794 році, названо на честь Св. Михаїла. У 1804 році церква згоріла. У 1833—1834 рр. збудована нова кам'яна будівля церкви. На той час село відносилось до Велико-Бобрицької волості Балтського повіту Херсонської губернії. Існує легенда, що село заснував біглий каторжник Кричун.
Жителі села займалися обробідком землі та вирощуванням худоби. Землі в цих місцях родючі, тож селяни не голодували, так вони жили до приходу червоної чуми, спочатку совіти оголосили про НЕП, а потім коли селяни прикупили сільськогосподарський реманент, почали насильницьку колективізацію, тих хто не хотів йти в колгосп чекала виселка до Сибіру. За свідченнями нині покійної Ольги Денисівни Рябощук (Кушнір) 1927 р. н. така доля спіткала її діда, а батько Денис Кушнір, злякавшись, що маленькі доньки загинуть в Сибіру, змушений був йти до колгоспу, він віддав все: пару коней, корову, воза, плуга, борони, сівалку, все що йому дісталось важкою працею. А потім прийшов 1932 рік, у селян відбирали все, що було їстівне і на що можна було виміняти харчі, комнезамівці (сільські нероби і п'яниці) ходили по хатам з щупами обнишпоруючи все в пошуках припасів. Люди вмирали цілими сім'ями, були не поодинокі випадки канібалізму, доходило до того, що одурілі від голоду батьки поїдали власних дітей. Люди під страхом смерті, обминаючи пости комнезамівців, несли в Саврань все цінне, щоб обміняти в жидів на харчі, бо вони не голодували. До літа 1933 року залишилось менше половини жителів. Так совіти привчили людей до колгоспу, у якому вони працювали за патички (трудодні) і за баланду. А хто говорив, щось займе, зникав в невідомому напрямку.
Під час організованого радянською владою Голодомору 1932—1933 років померло щонайменше 84 жителі села.
У 1941 році село попало під румунську окупацію. Румуни людей не стріляли, але за найменший непослух били нагайками. Не далеко від села в Савранському лісі отаборився партизанський загін «Буревісник». Що дивного, то під час війни в селі не було голоду. Багато кричинян полягло на фронтах Другої світової, А коли повернулись додому, то вдячна «родіна-мать» в 1947 році знову зробила штучний голод, як подяку за героїзм народу.
17 жовтня 1964 року с. Олександрівка об'єднане та/або включене в смугу села Кричунове.
За радянських часів в селі був колгосп імені Свердлова, що вирощував на 2 молочно-товарних фермах до 2 тисяч голів великої рогатої худоби. Була також свиноферма і вівцеферма. Також працювали тракторні бригади, ремонтна майстерня з набором верстатів. До 90-х років двнадцятого століття працював млин.
В наш час в селі є школа, церква, медичний пункт. Селяни виживають за рахунок одноосібного обробітку, або здачі в оренду власних земельних паїв, вирощують худобу.
Колишній орган місцевого самоуправління — Кричунівська сільська рада.
12 червня 2020 року, відповідно до Розпорядження Кабінету Міністрів України від № 724-р «Про визначення адміністративних центрів та затвердження територій територіальних громад Одеської області», увійшло до складу Любашівської селищної громади.
19 липня 2020 року, в результаті адміністративно-територіальної реформи і ліквідації Любашівського району, село увійшло до складу новоутвореного Подільського району.

## Населення
За даними перепису Російської імперії 1897 року чисельність населення становила 1584 особи, з них 803 чоловіка та 781 жінка.
Згідно з переписом УРСР 1989 року чисельність наявного населення села становила 720 осіб, з яких 322 чоловіки та 398 жінок.
За переписом населення України 2001 року в селі мешкали 594 особи.

### Мова
Розподіл населення за рідною мовою за даними перепису 2001 року:
| Мова       | Відсоток |
| ---------- | -------- |
| українська | 96,47 %  |
| молдовська | 2,35 %   |
| російська  | 1,01 %   |
| вірменська | 0,17 %   |